# Mormântul cântăreței de muzică populară Maria Drăgan
Mormântul cântăreței de muzică populară Maria Drăgan este un mormânt amplasat în Bălăurești, raionul Nisporeni, Republica Moldova. Este un monument istoric de importanță națională inclus în Registrul monumentelor Republicii Moldova ocrotite de stat cu nr. 820 (raionul Nisporeni).